# Synagoga v Turnově
Synagoga v Turnově se nalézá v Krajířově ulici v části města zvané Trávnice, cca 300 metrů od náměstí Českého ráje v Turnově. Od roku 1997 je chráněna jako kulturní památka České republiky.
Synagoga byla vystavěna v roce 1719 po požáru města na místě měšťanského domu. Před touto kamennou synagogou existovaly v Turnově další dvě dřevěné synagogy, které ale vždy shořely. Synagoga sloužila až do roku 1941, kdy musela být stejně jako ostatní synagogy na území Protektorátu uzavřena. Po válce se z koncentračních táborů vrací pouze asi 19 Židů z celé původní židovské komunity. Ti nemají sílu na její udržování a předávají ji podniku Drobné zboží Pardubice, které ji mění na sklad a v 60. letech zásadně přestavuje. V roce 1997 se Městu Turnov podaří prohlásit synagogu za kulturní památku a po jednáních se soukromým vlastníkem, který ji stále využívá jako sklad, ji v roce 2003 získat do svého vlastnictví.

Synagoga pak prošla v letech 2007–2008 rekonstrukcí za přispění Norských fondů a od roku 2009 slouží ke kulturním a společenským účelům, v turistické sezoně v ní probíhají prohlídky a výjimečně i bohoslužby.
Kromě synagogy je v Turnově i cenný židovský hřbitov.
Zdejší židovská komunita přestala existovat po roce 1948, kdy po komunistickém převratu odešli zbylí Židé do zahraničí.
| Rok  | Počet návštěvníků |
| ---- | ----------------- |
| 2016 | 2 271             |
| 2017 | 3 232             |